# Henry de Winter

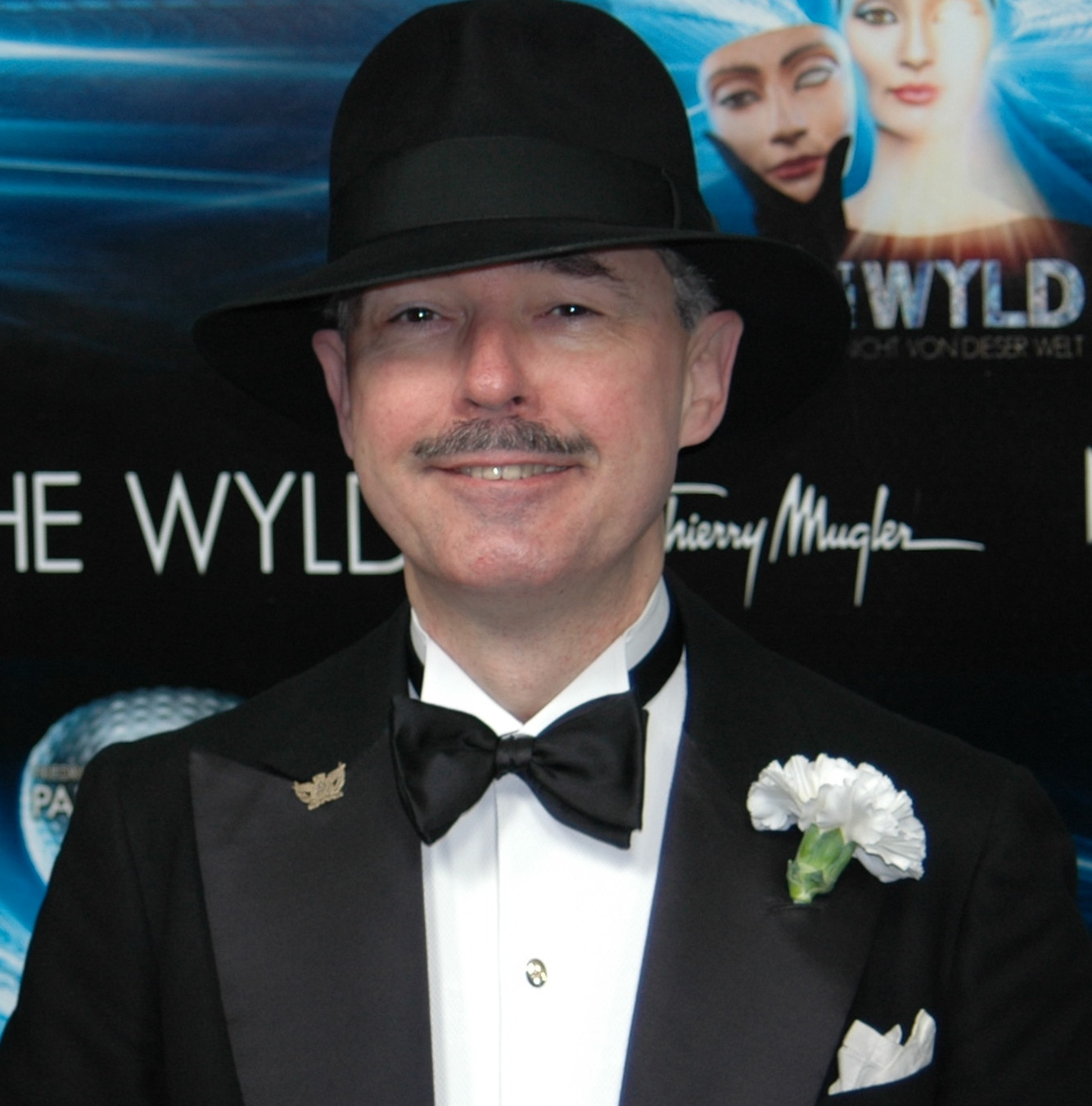
Henry de Winter (2014)

Henry de Winter (* 24. September 1959 in Berlin) ist ein deutscher Sänger, der sich der Musik der 1920er, 1930er und 1940er Jahre verschrieben hat.

## Leben
De Winter wuchs in Berlin-Steglitz in bürgerlicher Umgebung auf. Sein Vater war ein Beamter, seine Mutter Hausfrau. Sein Großvater spielte mehrere Musikinstrumente und pflegte die Hausmusik. Seinen ersten Auftritt hatte er als Sechsjähriger beim Weihnachtsoratorium in der Dorfkirche in Alt-Lankwitz. Von 1967 bis 1971 erhielt de Winter eine Internatserziehung in London, danach ging er auf das Fichtenberg-Gymnasium in West-Berlin. Er war während seiner gesamten Schulzeit in verschiedenen Schulchören engagiert und trat dort immer wieder als Solist auf.
Die Zeit der 1920er und 1930er Jahre faszinierten ihn so sehr, dass er sein Äußeres dieser Zeit anglich – beruflich und angeblich auch privat. Die Musik blieb aber sein Hauptanliegen. So nahm er Gesangsunterricht von Januar 1991 bis Dezember 1992 bei Eddy Rhein. 1992 kam er als Sänger zum „Elite-Künstler-Orchester“. 1993 begann die Zusammenarbeit mit dem bekannten DEFA-Komponisten Peter Gotthart (Musik für Puhdys Wenn ein Mensch lebt aus dem Film Die Legende von Paul und Paula) und seinem Tonfilm Orchester Berlin. Darauf entstanden die CDs Vol. 1 – The Unknown Recordings, Vol. 2 – Die Stimme eines Herrn und Vol. 3 – My Ladies, sowie das Video You Are My Lucky Star.
Seit 1998 trat de Winter mit den „Bratislava Hot Serenaders“ auf, später als „Henry de Winter & His Hot Serenaders“, mit denen er unter anderem Konzerte im Konzerthaus Berlin gab. Er wirkte in der Revue „Der verrückte Salon“ im Renaissance-Theater mit. Dem deutschsprachigen Publikum wird er in dem Tatort von Bernd Michael Lade Ein ehrenwertes Haus (1995) bekannt. Volker Schlöndorff engagierte ihn für einen Kurzauftritt in seinem Film Der Unhold (1996) neben John Malkovich und Gottfried John. 1998 wirkte er in dem Film Die Friseuse und der Millionär von Wilfried Herbst mit.

## Werke
The Unknown Recordings Vol. 1 (1995)

Black Bottom· Who · You are my lucky star · Siboney · Yes Sir, That’s My Baby · Whispering · The Continental · ’s Wonderful · Three o’clock in the morning · Puttin’ on the Ritz 1 · Happy Days Are Here Again
Die Stimme eines Herrn Vol. 2 (1996)

Liebling, mein Herz läßt dich grüßen · Zwei rote Rosen, ein zarter Kuß · Das Lied von der zerbrochenen Schallplatte · Wenn der weiße Flieder wieder blüht · Ich hol’ Dir vom Himmel das Blau · Unter den Pinien von Argentinien · Mit einem Herzen darf man nicht spielen · Ich küsse Ihre Hand, Madame · Frauen sind so schön, wenn sie lieben · Du hast Glück bei den Frau’n, Bel Ami · Einen Walzer für Dich und für mich · Bitte, bitte, bitte, bitte, geh’, laß’ mich ein · Was macht der Maier am Himalaya?
My Ladies Vol. 3 (1997)

Rose-Marie · Ramona · Die Susi bläst das Saxophon · Mary Lou · Leila · Dinah · Heut’ war ich bei der Frieda · Molly · Ich steh’ mit Ruth gut · Margie · Madonna, du bist schöner … · If you knew Susi · Wenn die Elisabeth nicht so schöne Beine hätt’

## Filme
- 1995: Tatort – Ein ehrenwertes Haus (ARD)
- 1996: Der Unhold
- 1998: Die Friseuse und der Millionär
- 2006: Tatjana & Foffi (Doku-Soap, RTL 2)
- 2012: wordlessness (kino)
- 2012: strange stranger (kino)
- 2013: "Mieten, kaufen, wohnen" (VOX)
- 2016: "Shopping Queen" (VOX)